# George Robertson, Baron Robertson of Port Ellen
 George Robertson, Baron Robertson of Port Ellen (født 12. april 1946) er en britisk socialdemokratisk politiker, der var generalsekretær for Nato fra 14. oktober 1999 til 17. december 2004. Mellem 1997 og 1999 var han britisk forsvarsminister. Han har desuden i seks perioder vært indvalgt i underhuset i det britiske parlament, var leder for Labour i Skotland, og blev udnævnt til medlem af Privy Council. Han har modtaget en række udmærkelser.
Han er uddannet økonom ved University of Dundee, er gift og har tre børn.

## Æresbevisninger
George Robertson er siden den 16. oktober 2004 Kommandør af Storkorset af Trestjerneordenen.